# Авантуре Саре Џејн (5. сезона)
Пета и последња сезона британске научнофантастичне телевизијске серије Авантуре Саре Џејн премијерно је емитована на каналу СВВС од 3. до 18. октобра 2010. године. Пета сезона броји 6 епизода.

## Опис
Скраћена пета и последња сезона серије увела је нову главну јунакињу по имену Скај коју је играла Шинејд Мајкл. Епизода која је увела Скај такође је садржала поновно појављивање Трговца, али чињеница да друга половина сезоне никада није снимљена оставила је његову причу, као и друге текуће заплете, нерешеним. Томи Најт се вратио у главну поставу на почетку сезоне.

## Улоге
- Елизабет Слејден као Сара Џејн Смит
- Томи Најт као Лук Смит (епизоде 1−2, 5−6)
- Данијел Ентони као Клајд Лангер
- Анџли Мохиндра као Рани Чандра
- Шинејд Мајкл као Скај (главни: епизоде 3−6; епизодни: епизоде 1−2)

## Епизоде
| Бр. еп. (укупно) | Бр. еп. (у серији) | Наслов                                 | Редитељ  | Сценариста    | Премијера         | Прод. код | Гледаност у Британији (милиони) |
| --- | ------------------ | -------------------------------------- | -------- | ------------- | ----------------- | --------- | ------------------------------- |
| 47 | 1                  | „Скај (1. део)”                        | Ешли Веј | Фил Форд      | 3. октобар 2011.  | 5.1       | 0,53                            |
| Ноћ пошто је киша метеора пала, Сара Џејн проналази напуштену девојчицу коју зове Скај на свом прагу. Скај очигледно није са овог света јер разноси сву струју на улици. У месној електрани налет струје најављује појаву Скајине мајке госпођице Мајерс, нестрпљива да узме своје дете из можда мање од мајчинских разлога. У исто време, метални робот такође прогони Скај и док Сара Џејн и њени пријатељи сведоче сукобу између две стране у електрани, Скај се изненада претвара из бебе у девојчицу. |                    |                                        |          |               |                   |           |                                 |
| 48 | 2                  | „Скај (2. део)”                        | Ешли Веј | Фил Форд      | 4. октобар 2011.  | 5.2       | 0,53                            |
| Сара Џејн открива да је Скај заправо бомба прерушена у дете. Произвела ју је госпођица Мајерс чија је планета у дугом рату са супарничком планетом коју су окупирали роботи и представља ултимативно оружје за уништење. У електрани Сара Џејн држи госпођицу Мајерс да прича довољно дуго да Рани и Клајд затворе фабрику и обезбеде Скај која је спремна да се жртвује да би спасила свет. Да ли ће успети? |                    |                                        |          |               |                   |           |                                 |
| 49 | 3                  | „Проклетство Клајда Лангера (1. део)”  | Ешли Веј | Фил Форд      | 10. октобар 2011. | 5.3       | 0,79                            |
| Једног дана рибља киша са неба и рачунар господин Смит то повезује са сличним догађајем када је индијски тотем Мохаве уклоњен из свог окружења. Тотем, за кога се прича да је некада скривао зле духове, сада је изложен у месном музеју и Сара Џејн иде да га види са Рани, Скај и Клајдом, који је пресекао прст на њему. Преко ноћи његова посекотина зараста, али сваки документ у његовој соби са његовим именом постаје пламен. Следећег дана сви се окрећу против њега када је у њиховом присуству изговорено име Клајд Лангер и он постаје изопштеник кога прогања полиција. Као бескућник и плачљив, Клајд се спријатељио проститутком Ели. |                    |                                        |          |               |                   |           |                                 |
| 50 | 4                  | „Проклетство Клајда Лангера (2. део)”  | Ешли Веј | Фил Форд      | 11. октобар 2011. | 5.4       | 0,73                            |
| Ели води Клајда - који себе назива Рико - у камп за бескућнике из којег су, како каже, људи тајанствено нестали, захваљујући Ноћном змају. Скај, која је и даље одана Клајду, убеђује Сару Џејн и Рани да се зао дух са тотемског стуба преселио у Клајда и они га проналазе како би разбили клетву. Трагајући за Ели, он такође решава загонетку Ноћног змаја. |                    |                                        |          |               |                   |           |                                 |
| 51 | 5                  | „Човек који није ни постојао (1. део)” | Џос Егну | Гарет Робертс | 17. октобар 2011. | 5.5       | 0,71                            |
| Сара Џејн води Скај и Лука, који се вратио са универзитета, на конференцију за штампу Одбора Серфова, револуционарног новог рачунара који сви желе, али Скај сумња у чудно понашање његовог проналазача, повученог Џозефа Серфа чији ДНК према г. Смиту није људски. Док је Сара Џејн разговарала са Серфом у друштву његовог заштитног помоћника Харисона Скаја, а Лук истраживао подрум његове канцеларије где проналазе мале фигуре са капуљачама које раде на направи која контролише сваки Серфов покрет. Није им драго што су их прекинули. |                    |                                        |          |               |                   |           |                                 |
| 52 | 6                  | „Човек који није ни постојао (2. део)” | Џос Егну | Гарет Робертс | 18. октобар 2011. | 5.6       | 0,60                            |
| Харисон хвата Сару Џејн и њену децу, објашњавајући да су Скалиони који управљају холограмом непостојећег Кмета робови које је купио са ванземаљске планете. Циљ му је да помоћу холограма хипнотише људе да купују Кметску таблу, чинећи га тако веома богатим. Међутим, Сара Џејн користи господина Смита да упути свемирски брод који ослобађа Скалионе и враћа их кући док Скај и Лук преузимају Серфове контроле како би осујетили Харисонове планове. |                    |                                        |          |               |                   |           |                                 |